# 小・中学校囲碁団体戦
小・中学校囲碁団体戦（しょうちゅうがっこういごだんたいせん）は、2004年に創設された小学校、中学校の囲碁日本一を決める大会。小学校の部と中学校の部で、それぞれ都道府県予選を勝ち抜いた代表校による全国大会を行う。2020年以降コロナ禍で中止されていたが、2025年に復活した
- 主催 日本棋院
- 後援 NHK、文部科学省
- 協賛 イベロ・ジャパン

学校対抗となった2回以降の出場者でその後プロ棋士となった者は、2011年まで藤沢里菜、伊藤優詩らがいる。

## 方式
- 各校3名での出場。他校の生徒とは、基本的にチームを組めない。またメンバーの入れ替えも不可。段位の順に、主将・副将・三将としこの順も入れ替えることができない。第1回のみ小学生2名、中学生3名の計5名で構成された都道府県混成チームによる対抗戦であった。
- 各都道府県代表校を8ブロックに分け予選リーグを行い、リーグ1位が決勝トーナメントに進出する。
- 互先・先番6目半コミ出しとし、主将がニギって交互に白番黒番を入れ替える。
- 持時間は1人40分で秒読みはなし。切負あり。決勝戦のみ、持時間1人30分、一手10秒の秒読みとする。
- 優勝校チームには文部科学大臣杯が授与され、3位までカップと賞状、8位まで盾と賞状および各チーム個人に賞状が授与される。また、児童に対する普及に熱心であった加藤正夫の名を冠したフェアプレー賞が存在する。

## 歴代優勝校
学校対抗戦となった、第2回以降。第1回は、東京Dチームが優勝。
| 回次 | 年度 | 小学校名                           | 中学校名                         |
| ---- | ---- | ---------------------------------- | -------------------------------- |
| 2    | 2005 | 中野区立東中野小学校（東京都）     | 岩見沢市立清園中学校（北海道）   |
| 3    | 2006 | 中野区立東中野小学校（東京都）     | 桐朋中学校（東京都）             |
| 4    | 2007 | 新宿区立市谷小学校（東京都）       | 浅野中学校（神奈川県）           |
| 5    | 2008 | さいたま市立北浦和小学校（埼玉県） | 栃木市立栃木南中学校（栃木県）   |
| 6    | 2009 | 千代田区立九段小学校（東京都）     | 洛南高等学校附属中学校（京都府） |
| 7    | 2010 | 新潟市立新津第三小学校（新潟県）   | 栃木市立栃木南中学校（栃木県）   |
| 8    | 2011 | 川口市立飯塚小学校（埼玉県）       | 駒場東邦中学校（東京都）         |
| 9    | 2012 | 千代田区立九段小学校（東京都）     | 広島学院中学校（広島県）         |
| 10   | 2013 | 千代田区立九段小学校（東京都）     | 開成中学校（東京都）             |
| 11   | 2014 | 長久手市立西小学校（愛知県）       | 麻布中学校（東京都）             |
| 12   | 2015 | 文京区立本郷小学校（東京都）       | 灘中学校（兵庫県）               |
| 13   | 2016 | 川崎市立東菅小学校（神奈川県）     | 洛北高等学校附属中学校（京都府） |
| 14   | 2017 | 大分市立金池小学校（大分県）       | 駒場東邦中学校（東京都）         |
| 15   | 2018 | 大分市立金池小学校（大分県）       | 名古屋市立植田中学校（愛知県）   |
| 16   | 2019 | 杉並区立天沼小学校（東京都）       | 下野市立国分寺中学校（栃木県）   |
| 17   | 2020 | COVID-19の影響で中止               | COVID-19の影響で中止             |
| 18   | 2025 | 品川区立品川学園                   | 仙台市立第一中学校               |